# جيمس روبرتز
جيمس روبرتز (بالإنجليزية: James Roberts)‏ (21 يونيو 1996 بستك مندويل في المملكة المتحدة - ) هو لاعب كرة قدم بريطاني في مركز الهجوم. لعب مع أكسفورد يونايتد ونادي بارنت وChester F.C. ‏ وأكسفورد سيتي.

## وصلات خارجية
- جيمس روبرتز على موقع قاعدة بيانات كرة القدم.إي يو (الإنجليزية)
- جيمس روبرتز على موقع Soccerbase.com (لاعب) (الإنجليزية)
- جيمس روبرتز على موقع Soccerway.com (الإنجليزية)